# Apistogramma alacrina
Apistogramma alacrina är en fiskart som beskrevs av Kullander 2004. Apistogramma alacrina ingår i släktet Apistogramma och familjen Cichlidae. Inga underarter finns listade i Catalogue of Life.